# Сосновка (Чунский район)
Сосновка — посёлок в Чунском районе Иркутской области. В посёлке расположена железнодорожная станция Кешево.
Был основан в 1947 году как трудовое поселение. Основное направление деятельности- заготовка и переработка лесоматериала. Так же имелся кирпичный завод , конебаза. Позже в нём была построена средняя школа, детский сад, фельдшерский пункт. Школа с течением времени и убылью населения, была переведена на "девятилетку". Основное предприятие — леспромхоз — сейчас не функционирует.
В настоящее время постоянное население посёлка составляет около 500 человек, часть домов используется как дачи, часть — брошена. Функционирует четыре магазина, клуб. Некогда относительно большой посёлок практически опустел.

## Фотографии
- Ж/Д станция (недоступная ссылка — история).
- Железная дорога. 4 колеи говорят о том, что некогда в поселке была относительно большая станция (недоступная ссылка — история).